# Chromis alleni
Chromis alleni, thường được gọi là cá thia Allen, là một loài cá biển thuộc chi Chromis trong họ Cá thia. Loài này được mô tả lần đầu tiên vào năm 1981.

## Phân bố và môi trường sống
C. alleni có phạm vi phân bố nhỏ hẹp ở vùng biển Tây Bắc Thái Bình Dương. Chúng được tìm thấy từ đảo Miyake-jima thuộc quần đảo Bonin đến phía nam đảo Đài Loan. C. alleni sống xung quanh những rạn san hô và đá ngầm ngoài khơi ở độ sâu khoảng 10 – 30 m.

## Mô tả
C. alleni trưởng thành dài khoảng 6,5 cm. Cơ thể hoàn toàn có màu nâu sẫm, ngoại trừ cuống đuôi và vây đuôi có màu trắng, với một đốm đen nổi bật ở gốc vây ngực. Vảy viền đen. Loài này được đặt theo tên của nhà nghiên cứu ngư học Gerald R. Allen vì những đóng góp đáng chú ý của ông ta.
Số ngạnh ở vây lưng: 12 - 13; Số vây tia mềm ở vây lưng: 12 - 13; Số ngạnh ở vây hậu môn: 2; Số vây tia mềm ở vây hậu môn: 12 - 13; Số vây tia mềm ở vây ngực: 17 - 18; Số vảy đường bên: 15 - 17.
Thức ăn của C. alleni là những sinh vật phù du. Chúng thường bơi theo đàn hoặc sống đơn độc. Cá đực có tập tính bảo vệ và chăm sóc những quả trứng. Loài này không có giá trị thương mại.